# Hrodenský prales
Biosférická rezervace Hrodenský prales (bělorusky Гродзенская пушча; taraškevicí Гарадзенская пушча; polsky Puszcza Grodzieńska) je lesní masiv, který se rozkládá na území Hrodenského rajónu Hrodenské oblasti v Bělorusku, 15 až 20 km severně a severovýchodě od města Hrodno, mezi řekami Něman a Katra.

## Historie
V 16. století se prales táhl od řeky Narva do Haradka a nesl jméno Peralomský prales (Пераломская пушча). Během povstání v letech 1863–1864 na území sídlily rebelské partyzánské oddíly a v období od srpna 1944 do února 1945 zde fungovala Zemská armáda. Po druhé světové válce přeslo území pod správu běloruské SSR a od roku 1991 je součástí nezávislého Běloruska.
Biosférická rezervace, zaujímající rozlohu 20 903 ha, byla založena v roce 2007 sloučením Sapockinské a Hožské biologické rezervace na základě ustanovení Rady ministrů z 27. 12. 2007 № 1833.

## Flóra
Bylo identifikováno celkem 801 cévnatých rostlin a 770 druhů krytosemenných rostlin, které patří do 425 rodů a 111 čeledí. Na území rezervace roste 19 druhů chráněných rostlin jako například bradáček vejčitý (Listera ovata), vranec jedlový (Huperzia selago), potočník vzpřímený (Berula erecta), lilie zlatohlavá (Lilium martagon), koniklec luční (Pulsatilla pratensis), osladič obecný (Polypodium vulgare), mečík střechovitý (Gladiolus imbricatus), sasanka lesní (Anemone sylvestris), Cenolophium denudatum, hořec křížatý (Gentiana cruciata), třezalka horská (Hypericum montanum), jednokvítek velekvětý (Moneses uniflora), sveřep Benekenův (Bromopsis benekenii), lopuch hajní (Arctium nemorosum), vemeník zelenavý (Platanthera chlorantha), bradáček srdčitý (Listera cordata) nebo plicník měkký (Pulmonaria mollis).
Některé rostlinné druhy, jako je tařinka horská Gmelinova (Alyssum gmelinii), Pulsatilla bohemica, kostřava písečná (Festuca psammophila), lze najít v rámci Běloruska jen v této oblasti.